# أراندا دي دويرو

شعار البلدية

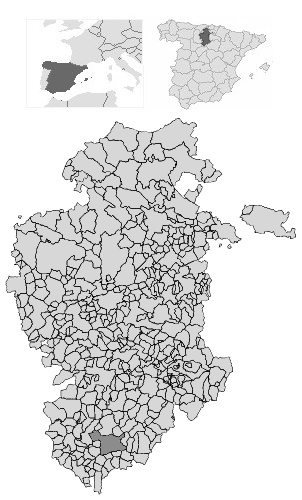
موقع البلدية

بلدية أراندا دي دويرو (بالإسبانية: Aranda de Duero)‏، هي إحدى بلديات مقاطعة برغش، التي تقع في منطقة قشتالة وليون، والتي تقع في شمال غرب إسبانيا وجنوب مقاطعة برغش .
يبلغ عدد سكانها 32.460 نسمة وفقاً لإحصائية سنة (2008). وتبلغ مساحتها 126 كم2، وبذلك تكون الكثافة السكانية 257.619 نسمة/كم2. وتقع على ارتفاع 798 م عن سطح البحر.

## توأمة
لأراندا دي دويرو اتفاقيات توأمة مع كل من:
- سانتا كروث دي تينيريفه
- رومورانتان لانتونيه [الإنجليزية]‏

## أعلام
- كارميلو ميراندا
- ألبرتو فرنانديز
- سارا مارتين

## وصلات خارجية
- موقع رسمي